# Moschea di Eyüp Sultan
La moschea di Eyüp Sultan (in turco Eyüp Sultan Camii) è una moschea imperiale ottomana situata nel distretto di Eyüp a Istanbul, fuori dalle mura di Costantinopoli, nei pressi del Corno d'Oro. La struttura attuale risale agli inizi del XIX secolo. 

## Storia
Nel 1458, cinque anni dopo la conquista ottomana di Costantinopoli, Maometto II ordinò la costruzione di una moschea in onore di Abu Ayyub al-Ansari, uno dei più fedeli compagni del profeta Maometto. La moschea venne eretta nel luogo in cui era sepolto Abū Ayyūb al-Anṣārī, morto durante la campagna del 672 contro Costantinopoli. 
La moschea di Eyüp, dalla sua costruzione, è considerata uno dei luoghi più sacri all'Islam, importanza accresciuta dal fatto che qui il gran maestro della confraternita mistica della Mawlawiyya (in turco Mevleviye) cingeva con la Spada di Osman ogni nuovo Sultano. 
Alla fine del XVIII secolo, la moschea di Eyüp verteva in uno stato di degrado al punto che il sultano Selim III ne ordinò la demolizione e la successiva ricostruzione. I lavori terminarono nel 1800 mentre il minareto esterno fu ricostruito, secondo lo stile originario, da Mahmud II nel 1822.

## Decori
Le mura esterne del mausoleo sono rivestite da piastrelle di İznik tutte databili a periodi diversi. Anche le mura del vestibolo del mausoleo sono decorate da piastrelle di İznik. Piastrelle simili a quelle del vestibolo, sono in mostra in diversi musei

## Galleria d'immagini

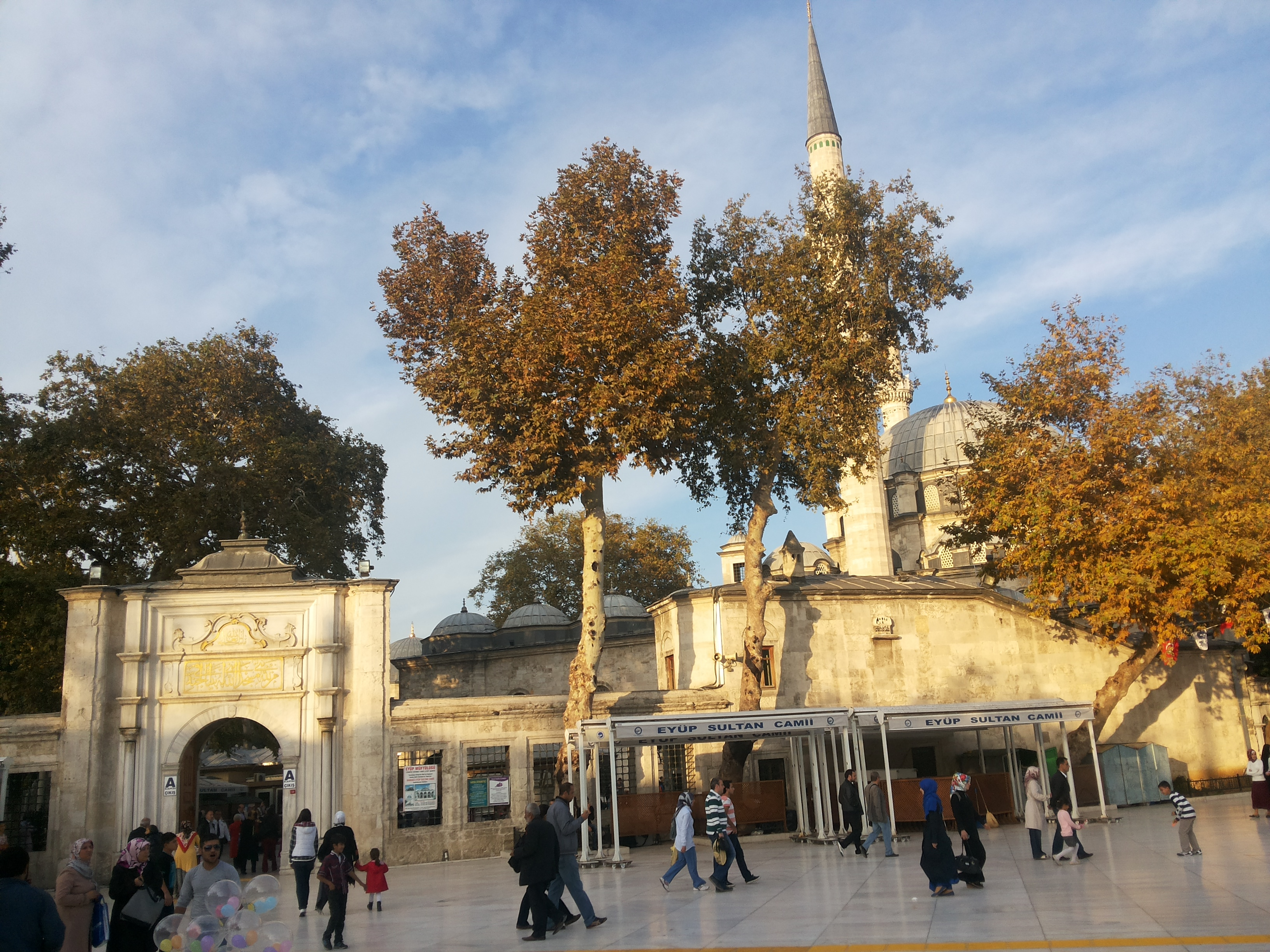
Entrata nel complesso (Külliye) della Moschea di Eyüp
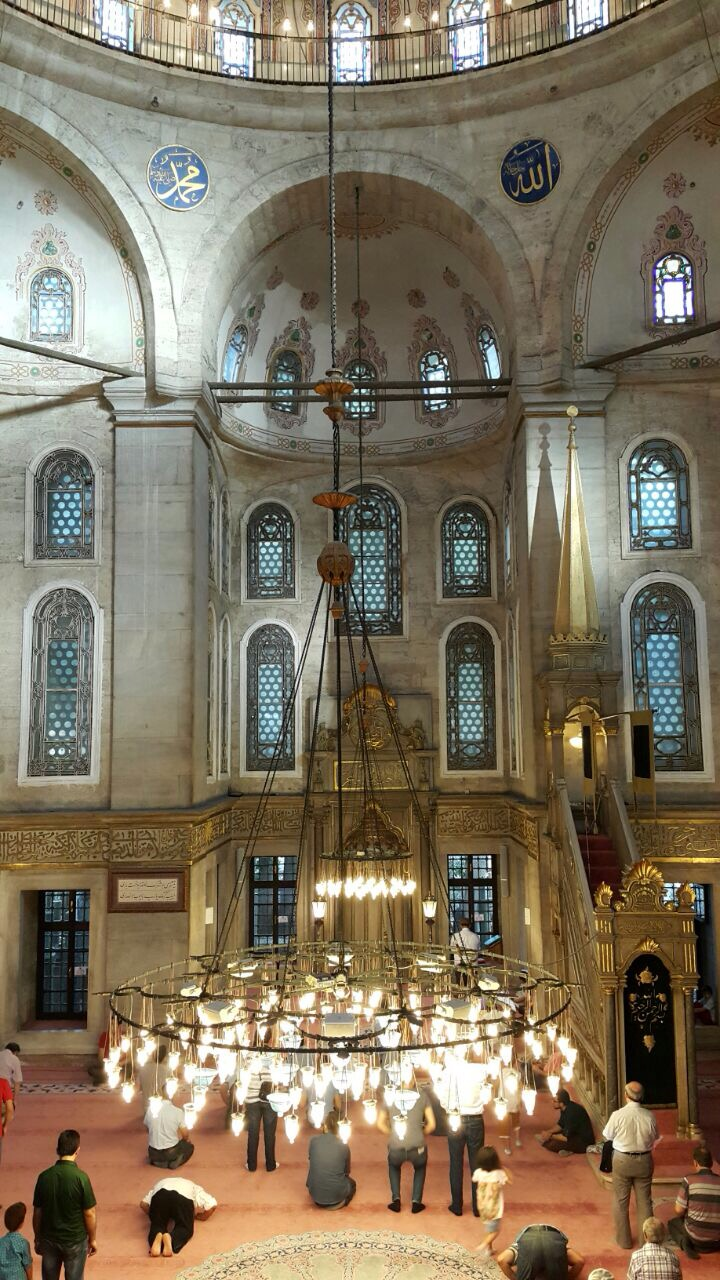
Interni della Moschea di Eyüp
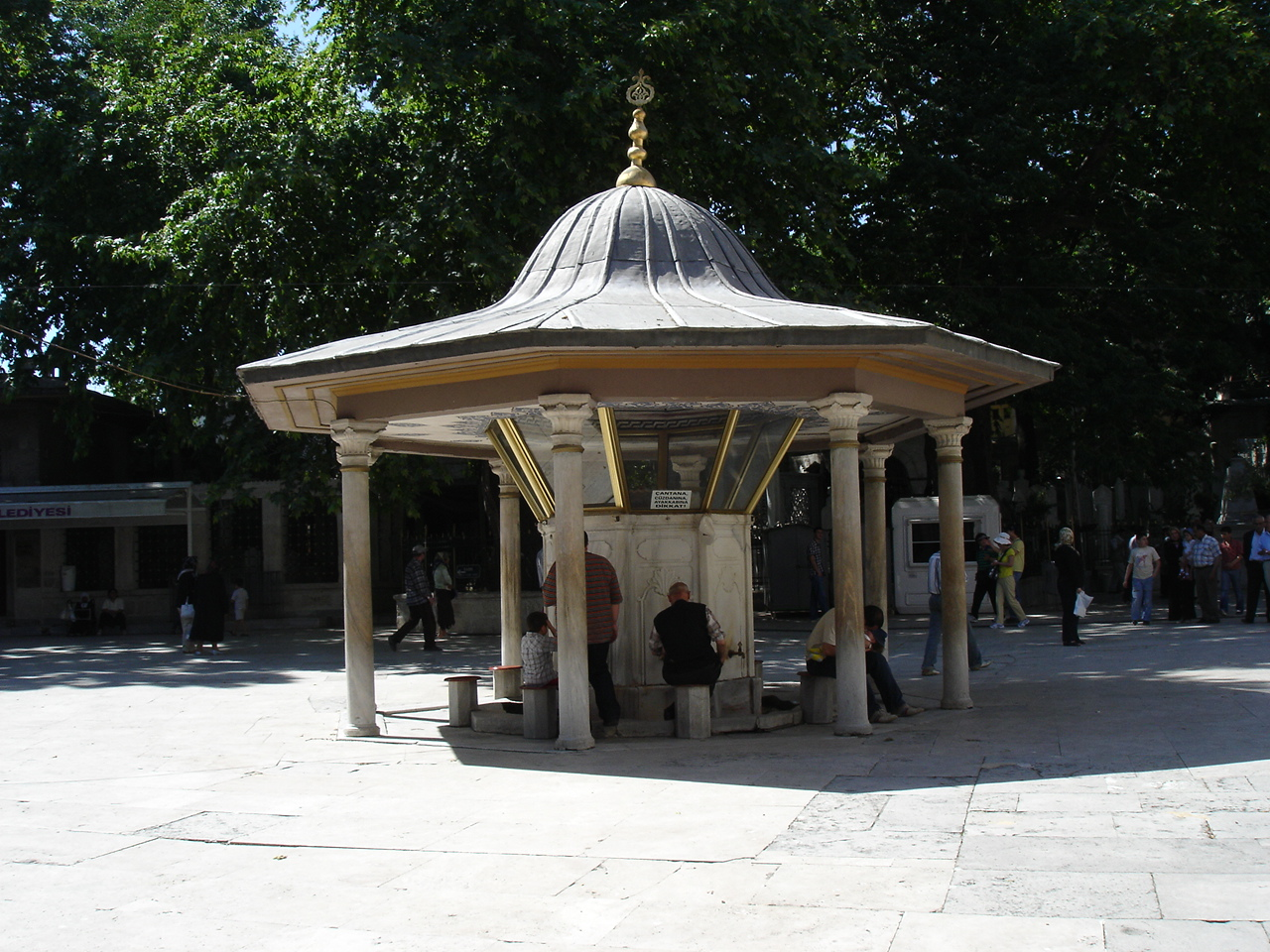
Fontana rituale (şadırvan) a Eyüp
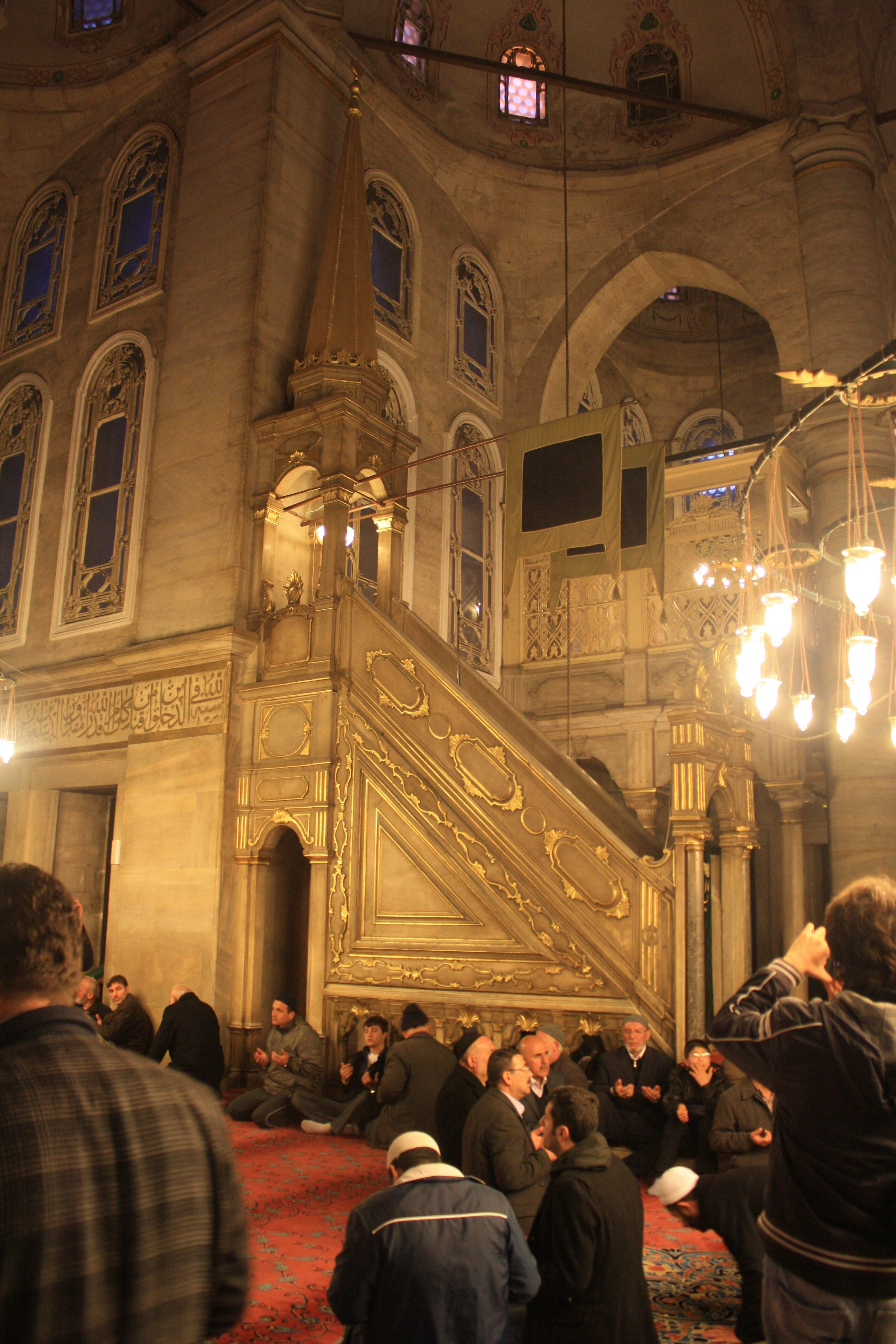
Pulpito (Minbar)
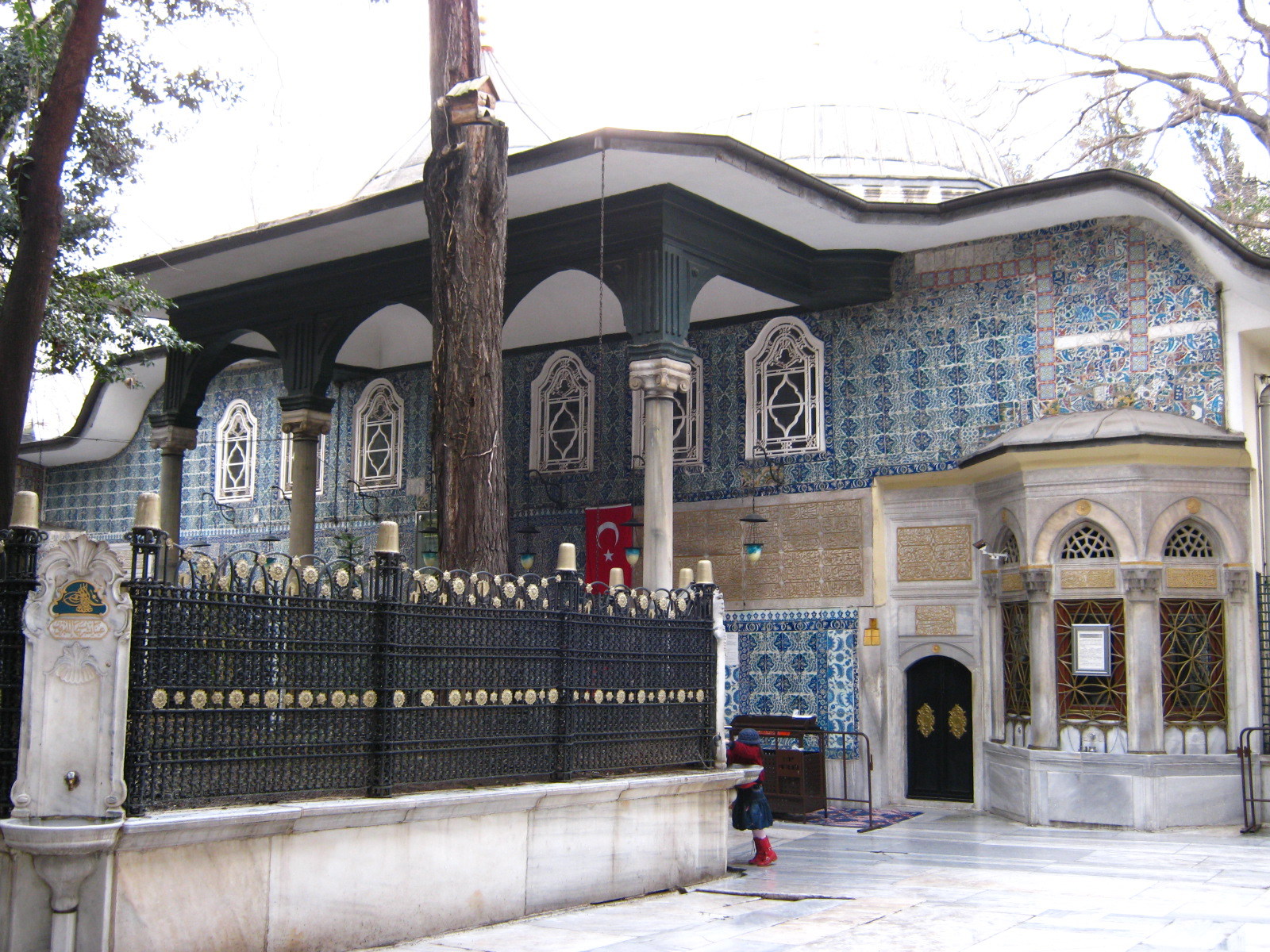
Mausoleo (Türbe) di Abu Ayyub al-Ansari
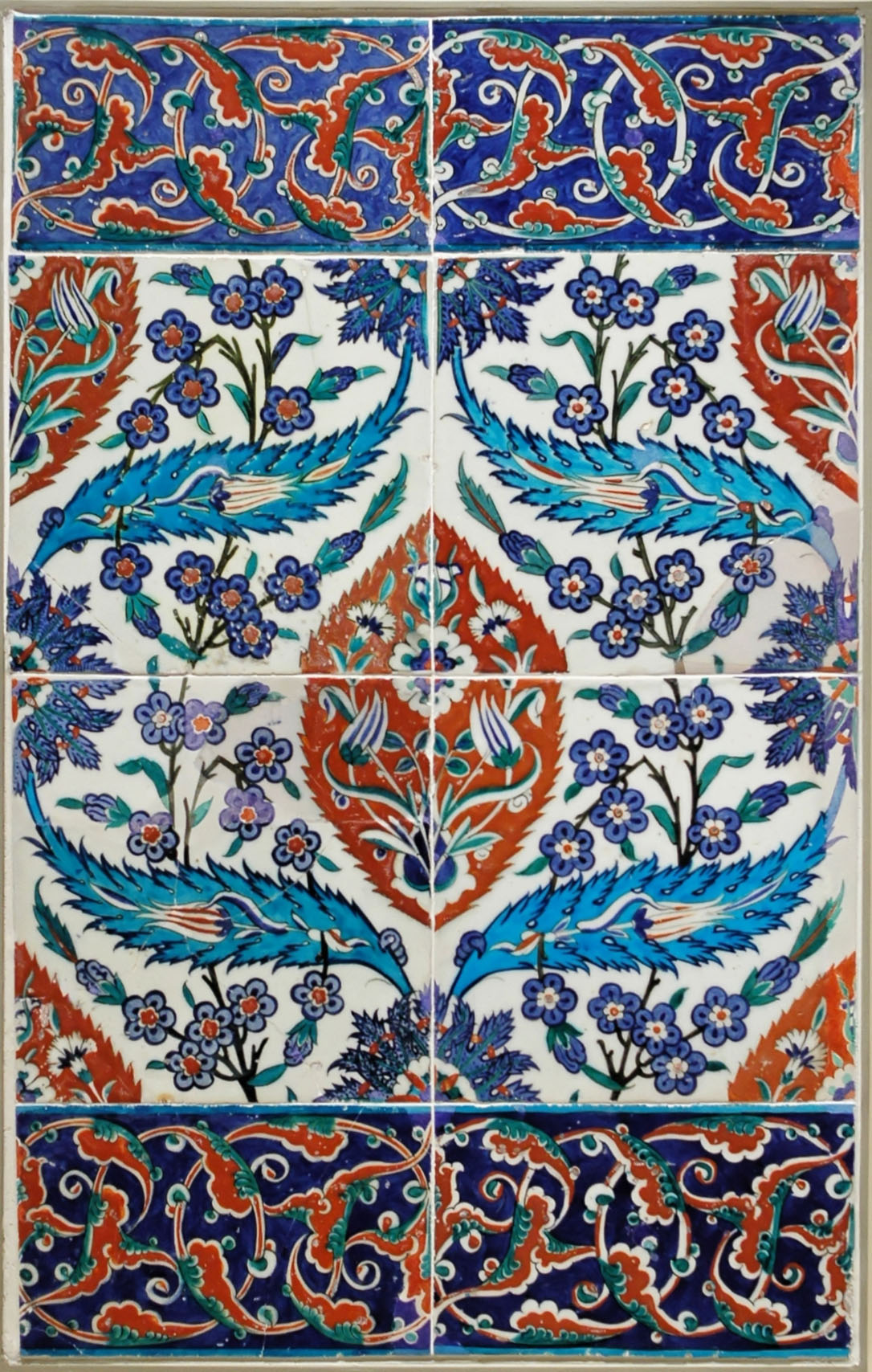
Piastrella Iznik oggi al Museo del Louvre
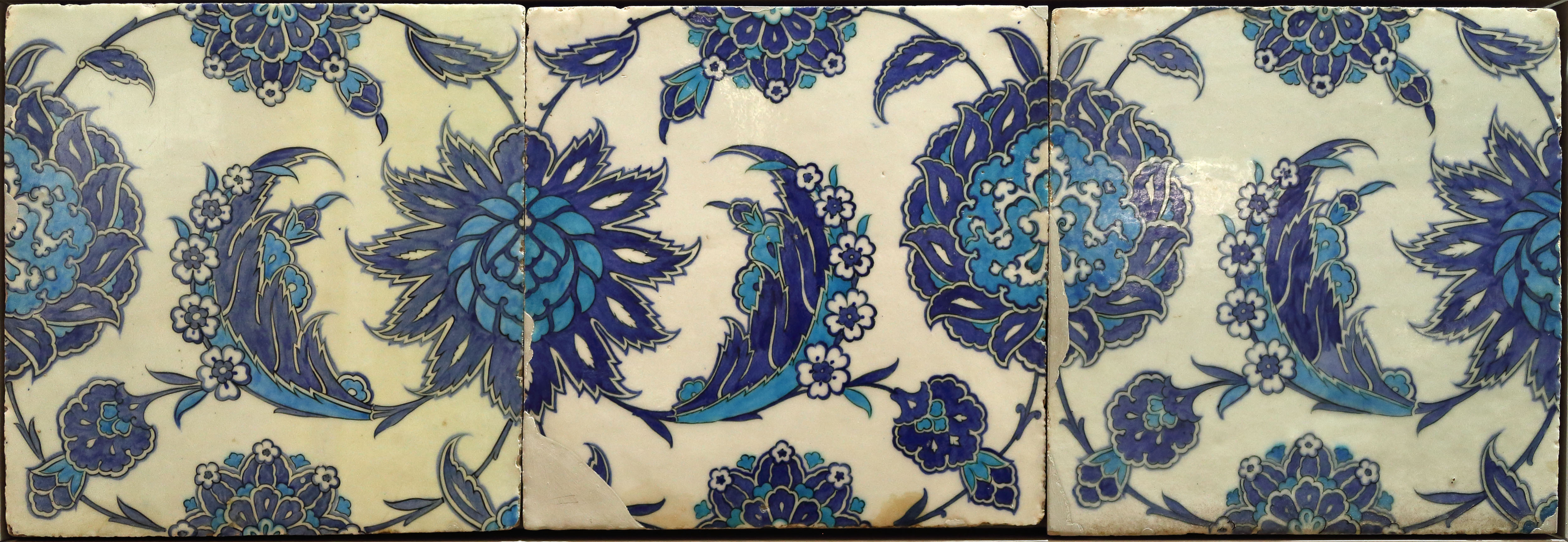
Piastrella Iznik oggi al British Museum di Londra